# Martin nad Žitavou
Martin nad Žitavou é um município da Eslováquia, situado no distrito de Zlaté Moravce, na região de Nitra. Tem 4,33 km² de área e sua população em 2018 foi estimada em 525 habitantes.

## Demografia
| Ano:        | 1994 | 2004   | 2014   | 2024    |
| ----------- | ---- | ------ | ------ | ------- |
| Broj ljudi: | 503  | 532    | 527    | 583     |
| Razlika:    |      | +5,76% | -0,93% | +10,62% |

| Ano:               | 2023 | 2024   |
| ------------------ | ---- | ------ |
| Número de pessoas: | 568  | 583    |
| Diferença:         |      | +2,64% |